# ماگنولیا
ماگنولیا سردهای متعلق به تیرهٔ ماگنولیاسه (نام علمی: Magnoliaceae) است که شامل حدود ۱۲۰ گونه مختلف می‌شود. این گونه‌ها که به صورت درخت یا بوته و در آب و هوای گرم می‌رویند به عنوان گیاه زینتی استفاده می‌شوند.
نام این گیاه به افتخار پییر مانیول (به فرانسوی: Pierre Magnol)
(۱۶۳۸-۱۷۱۵)، پزشک و گیاه‌شناس فرانسوی بر آن نهاده شده است.

## مشخصات
خاستگاه ماگنولیا خاور دور، آسیای میانه و آمریکای مرکزی بوده است. این گیاه در خاک مرطوب و خنثی، و آب و هوای گرمسیری و نیمه‌گرمسیری می‌روید. گلهای ماگنولیا منفرد و بزرگ سفید-صورتی یا زرد روشن هستند؛ و جنبهٔ تزئینی دارند. این گیاه معمولاً از سال دوم یا سوم پس از کاشت شروع به گل‌دهی می‌کند. دورهٔ گلدهی آن در اوایل بهار و به مدت یک تا سه ماه است.
ارتفاع این درخت همیشه سبز به ۲۷ متر می‌رسد و ۸ متر گستردگی آن می‌باشد و ۲۰ تا ۵۰ سال زمان مورد نیاز است تا درخت به ارتفاع نهایی خود برسد.
این درخت چوبی سخت و سنگین دارد و برای ساختن مبلمان، پالت چوبی و روکش مورد استفاده قرار می‌گیرد.
تنه این درخت هرمی شکل می‌باشد.
برگهای این درخت ساده و تخم مرغی شکل و به رنگ سبز تیره هستند هر برگ دو سال روی درخت می‌ماند.

## نگهداری
نگهداری از این گیاه به شرح زیر می‌باشد:
خاک: خاک لومی، ماسه ای، گچی مرطوب، خوب زهکشی شده که خنثی یا کمی اسیدی باشد.
در جای آفتابی یا نیمسایه قرار گیرد.
دمای بین ۹ تا ۲۱ درجه دمای مناسب می‌باشد و نباید در سرما ی زمستان قرار گیرد.
ریشه درخت عمیق می‌باشد و بهتر است آبیاری‌های عمیق ماهیانه صورت گیرد.
بهتر است این درخت هرس نشود ولی در صورت لزوم می‌توان نسبت به حذف شاخه‌های نابجا یا شکسته در تابستان اقدام کرد.
باید از گزند بادهای شدید در امان باشد تا رشد خوبی داشته باشد.

## نگارخانه

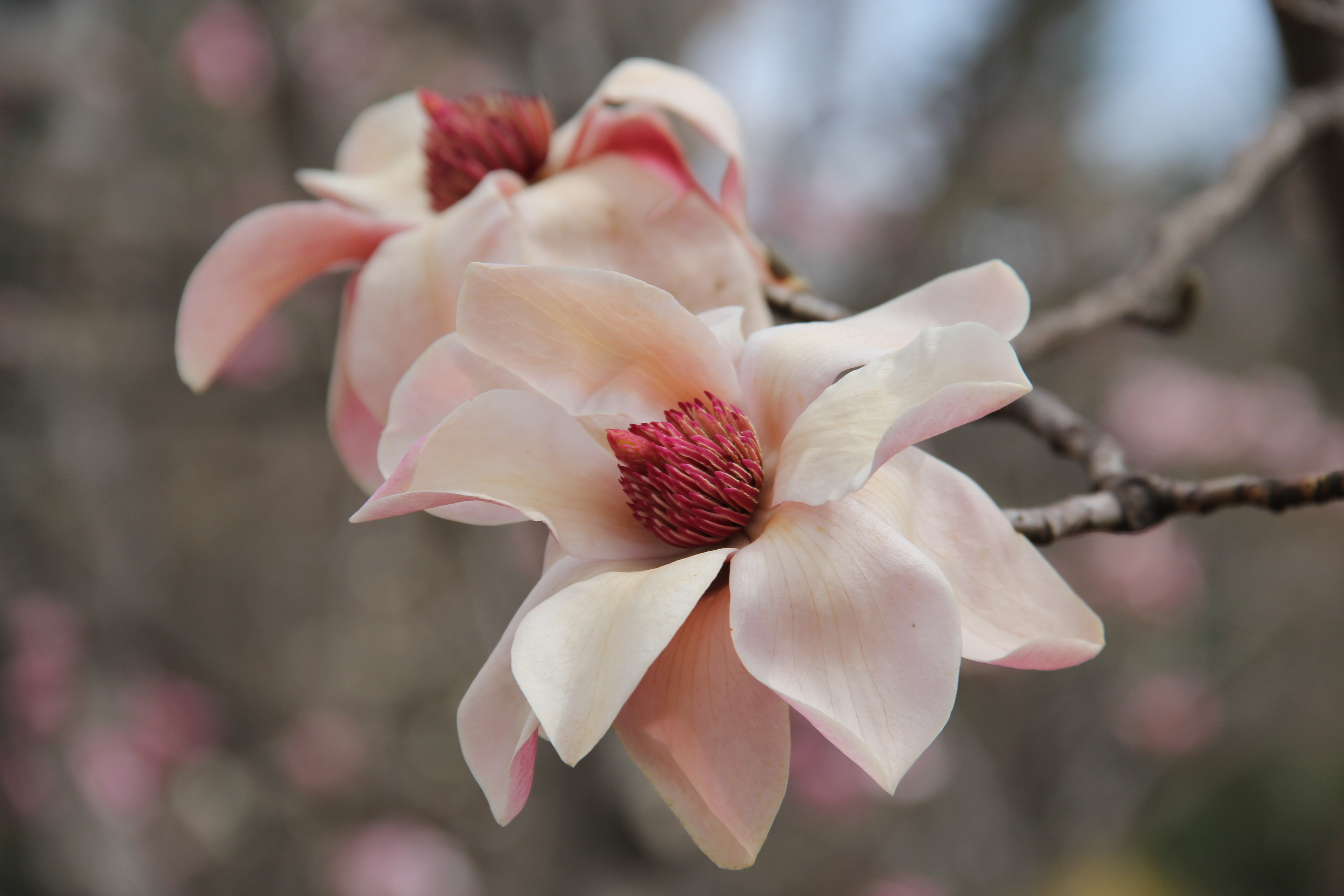
ماگنولیا
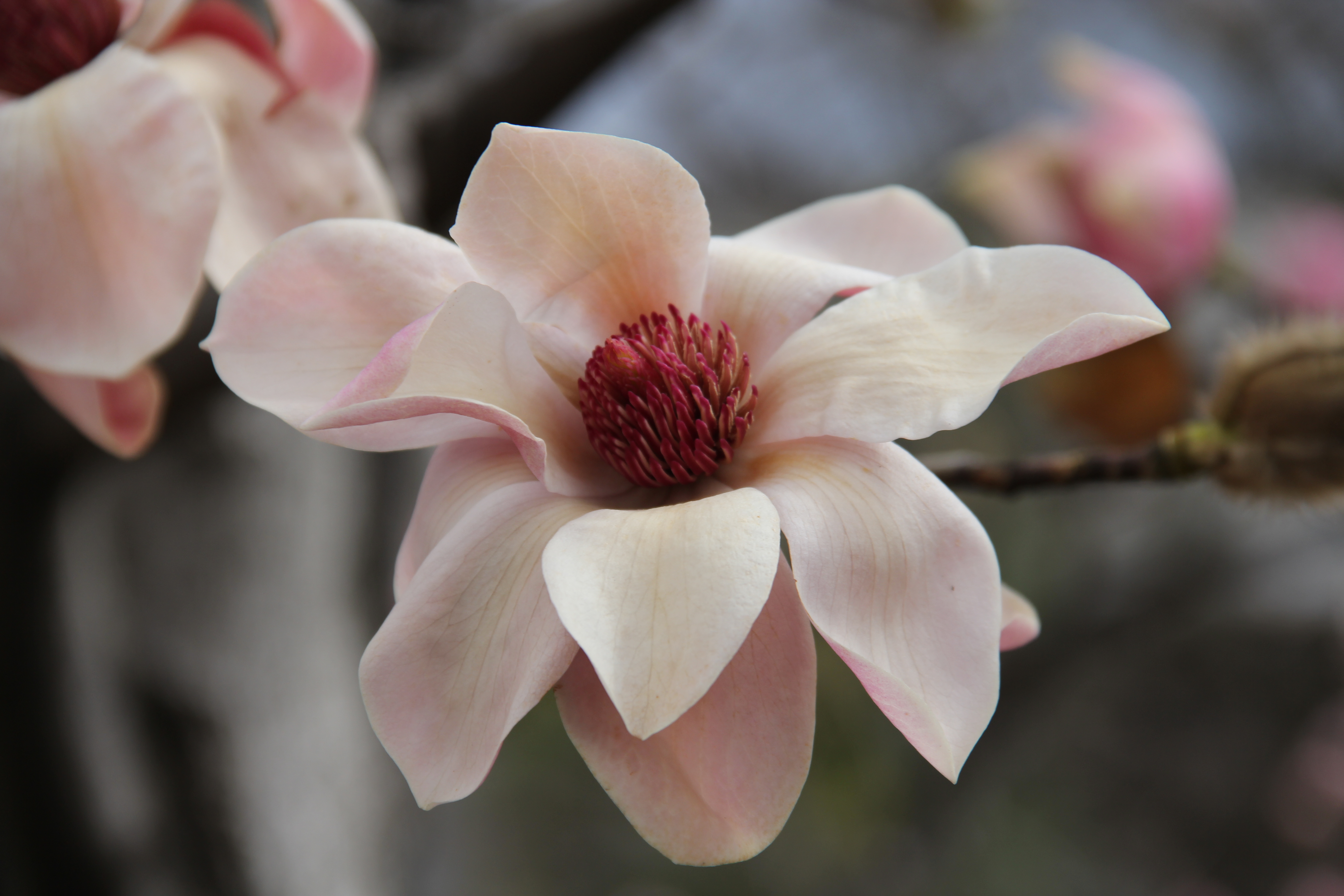
ماگنولیا
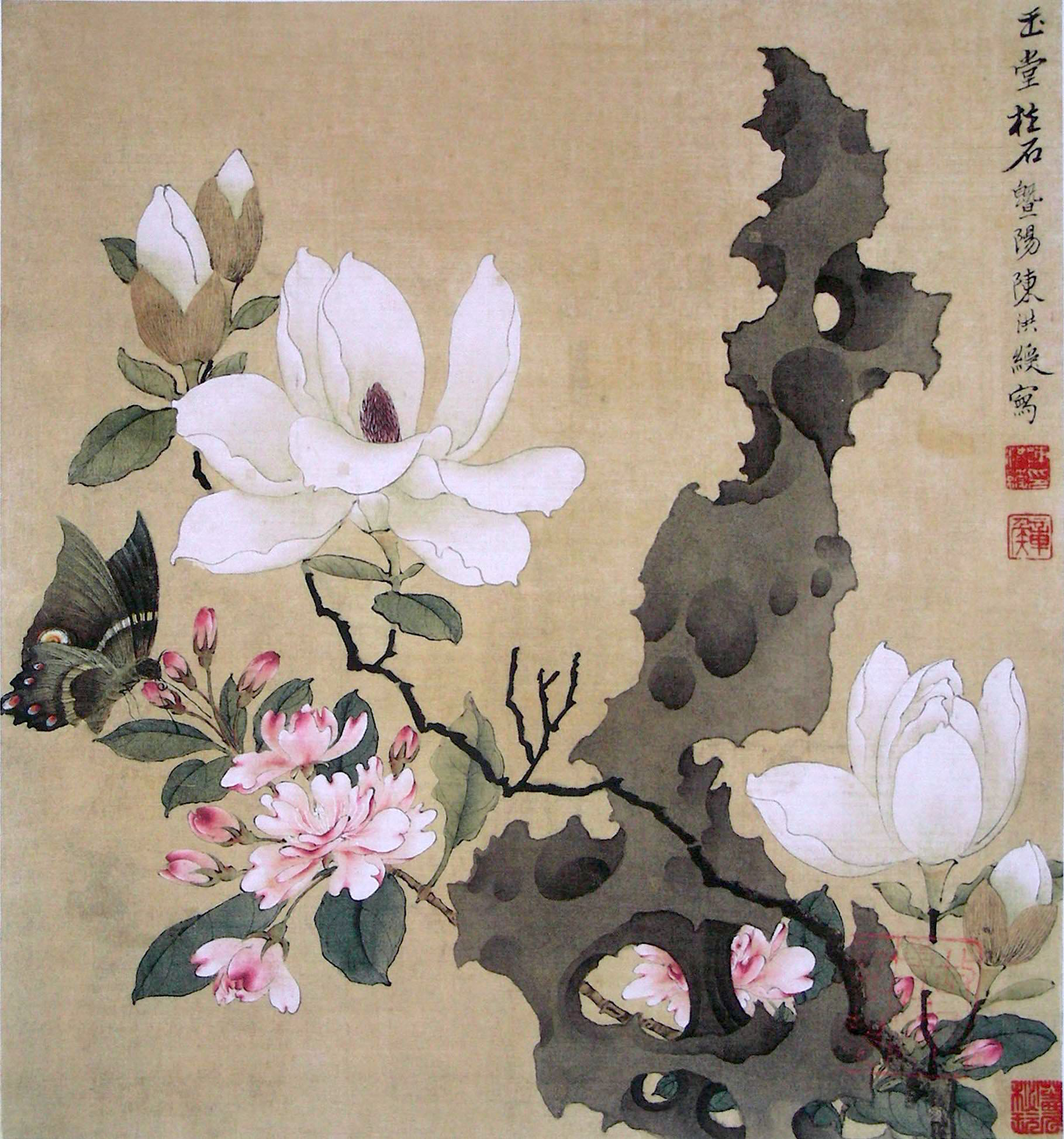
ماگنولیا و صخرهٔ عمود اثر چن هونگ‌شو، کاخ‌موزه، پکن